# Abborrtjärnen (Föllinge socken, Jämtland, 707082-142700)
Abborrtjärnen är en sjö i Krokoms kommun i Jämtland och ingår i Indalsälvens huvudavrinningsområde.